# Giovine Europa
La Giovine Europa fu un'associazione politica internazionale ideata da Giuseppe Mazzini per promuovere l'indipendenza e l'emancipazione dei popoli dalla sudditanza ai regimi assoluti. Costituita il 15 aprile 1834, si articolò fino al 1836 rappresentando uno dei primi tentativi organicamente concepiti di creare una efficiente organizzazione democratica a carattere sopranazionale. Venne sancita a Berna, da un patto di fratellanza a cui presero parte inizialmente i rappresentanti delle associazioni nazionali: Giovine Italia, Giovine Polonia e Giovine Germania.

## Contesto
Nell'inverno del 1831, a Marsiglia, Giuseppe Mazzini fondò la Giovine Italia, il cui programma mirava alla formazione di un'Italia repubblicana attraverso una rivoluzione democratica. Oggetto di repressione poliziesca dopo il fallimento della cospirazione di Genova del giugno 1833 e del tentativo insurrezionale in Savoia del febbraio 1834, la Giovine Italia si disgregò.
Dopo il fallimento della spedizione di Savoia, Mazzini fu costretto a rifugiarsi in Svizzera, a Berna.

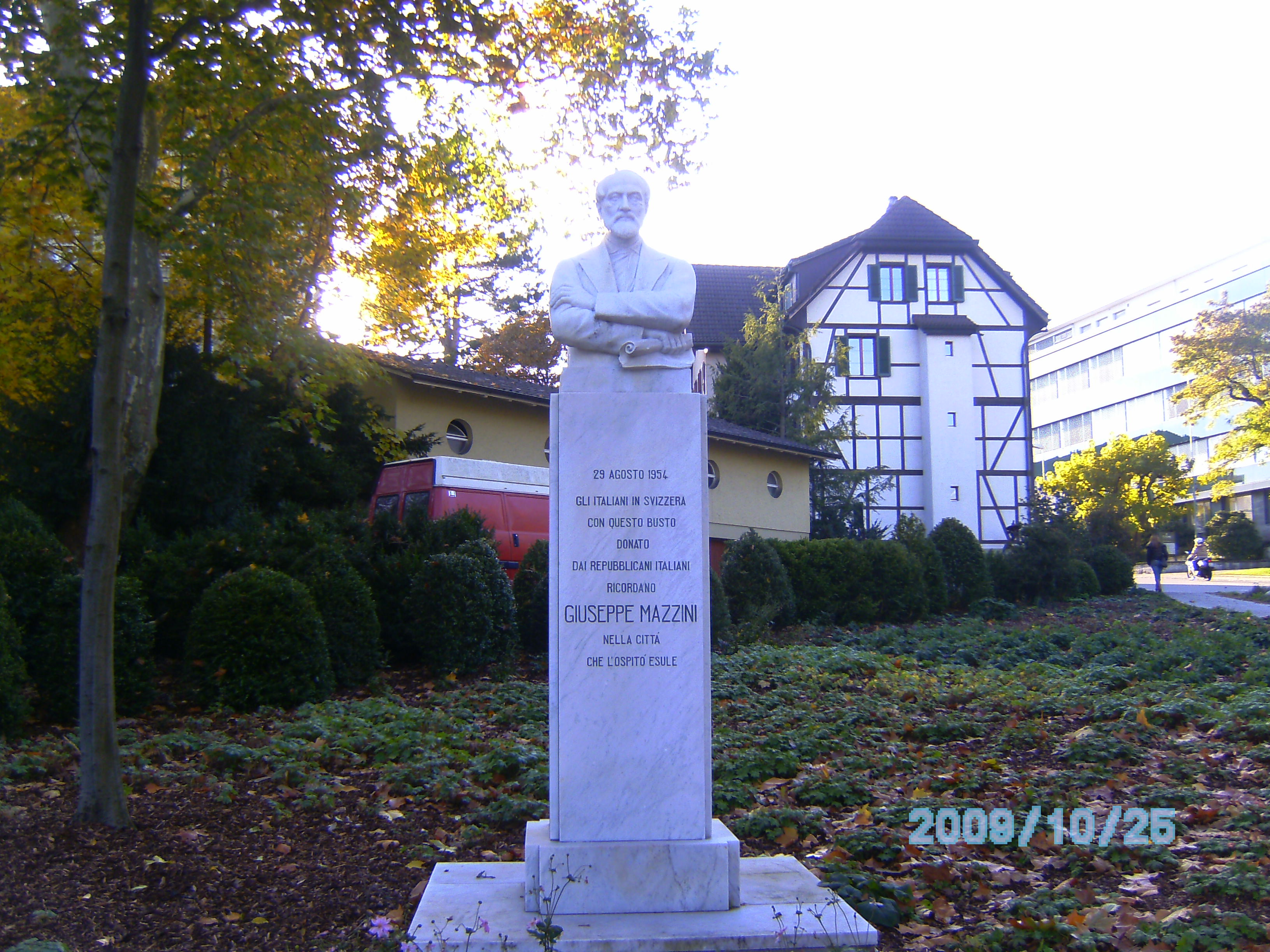
Il busto di Mazzini a Grenchen

### Ideazione
Qui, dopo essersi ripreso dalle sconfitte subite, indifferente alle persecuzioni e alle condanne che piovevano da ogni parte, decise di rimettersi al lavoro. Riflettendo e analizzando le cause dei precedenti insuccessi rivoluzionari, concluse che questi fossero dovuti a ciò in cui era stato fatto appello. Fino a quel momento infatti, secondo Mazzini, il richiamo volgeva «soltanto agli interessi egoistici degli uomini, al naturale desiderio di felicità; si era lottato contro il male, ma senza ricercare il bene». Occorreva invece destare nei popoli una fede che era mancante: una fede sociale. Il nuovo lavoro avrebbe dovuto essere un lavoro europeo, non più riguardante astrattamente il genere umano o l'individuo, ma l'Umanità in quanto «Associazione di tutte le patrie»; l'alleanza delle Nazioni, contrapposta all'alleanza dei Re.
Secondo Mazzini l'opera doveva estendersi tra i popoli che ancora non erano nazione e necessitavano perciò di diventarlo. La Francia, avendo già conquistato la propria unità venne esclusa dal progetto, la Grecia, pur possedendo un passato onorabile, non era sufficientemente grande per poter essere iniziatrice di un'opera tanto importante; la Russia era ancora «dormiente», non possedeva coscienza di sé e non era in grado secondo Mazzini di assumere un ruolo di rilievo. Italia, Germania e Polonia sarebbero state le nazioni iniziatrici, esse potevano ben rappresentare le famiglie di popoli che ancora non possedevano unità nazionale: l'elleno-latina, la germanica e la slava.
L'obbiettivo della Giovine Europa sarebbe stato quello di creare un ordinamento federativo europeo per fare in modo che una nazione, insorgendo, potesse trovare le altre pronte ad assecondarla, perciò Mazzini, insieme con altri esuli a lui vicini, decise che sarebbe stato opportuno istituire un comitato per ogni nazione il quale però sarebbe dovuto rimanere in continua corrispondenza con un Comitato centrale provvisorio. Per istituire i comitati in ogni nazione era però necessario fondare altre associazioni nazionali sul modello della Giovine Italia.

### Creazione dell'associazione
Sulla base di questi presupposti, lavorando instancabilmente all'opera di propaganda, tra il febbraio e l'aprile 1834 vennero fondate la Giovine Polonia e la Giovine Germania, e incominciarono le operazioni per la costituzione di una Giovine Savoia e di una Giovine Svizzera. Il 15 aprile 1834, a Berna, infine, vide luce il patto di fratellanza della Giovine Europa cui presero parte diciannove esuli italiani, polacchi e tedeschi. Per l'Italia i firmatari dell'atto furono sette: Giuseppe Mazzini, Luigi Amedeo Melegari, Giovanni e Agostino Ruffini, C. Bianco, A. Ghiglioni e G. Rosales; cinque firmatari per la Giovine Germania e sette per la Giovine Polonia.
Nel periodo successivo alla costituzione della fratellanza i proscritti non conobbero tregua. Mazzini, in particolare, raccolse adesioni per la Giovine Svizzera, promosse ovunque comitati, redasse la circolare della Giovine Europa, cercò di incominciare una Giovine Spagna e pensò a una Giovine Francia (per la quale però non nutrì mai speranza di successo), senza mai perder d'occhio i fratelli tedeschi e polacchi. Ben presto ebbero inizio le persecuzioni. Impudentemente Mazzini fece stampare a Ginevra un appello al popolo e alle truppe tedesche scatenando le reazioni della polizia svizzera, la quale, al servizio della Santa Alleanza, piombò nella tipografia, impose l'interruzione della composizione editoriale ed eseguì quattro arresti.
Il fermento della Santa Alleanza non turbò Mazzini, ormai costretto a spostarsi continuamente da un posto all'altro, al contrario lo compiacque, ritenendolo utile al fine di aumentare la visibilità dell'associazione e dei suoi ideali.
Le ricerche della Santa alleanza continuarono senza tregua; una nota austriaca impose alla polizia svizzera di cercare Mazzini in ogni cantone che decise quindi di tornare a Berna nascondendosi sotto falso nome. Tre giorni dopo fu costretto a fuggire, sfiorando l'arresto. Nel frattempo la propaganda continuò, vennero portate avanti le operazioni per innestare una Giovine Svizzera cercando appoggio presso Fazy, fondatore dell'Europe centrale, Chaumontet e Jourdan.
Ciò di cui l'associazione mancò sempre erano le risorse, tant'è che se prima Mazzini era costretto a richiedere prestiti, nel settembre 1834 ammise di vivere di elemosinae nonostante talvolta scrivesse lettere piene di speranza, spesso lo sconforto aveva la meglio su di lui. Le sue preoccupazioni, oltre alle condizioni economiche dell'associazione, riguardavano la Giovine Svizzera, la cui utilità fu per lui sempre dubbia, e la Giovine Italia, della quale lamentava l'insufficiente partecipazione da parte degli italiani:
(Mazzini, Scritti, op. cit. Epistol. IV lettera DCXIV (22 giugno 1835))

### Il declino
Nel 1836 le persecuzioni si fecero ancora più forti, vennero messe in moto spie e agenti provocatori e le associazioni furono rapidamente costrette a disperdersi. Contro gli esuli vennero lanciate accuse di ogni genere. Nel maggio dello stesso anno Mazzini e i fratelli Ruffini vennero arrestati a Granges e condotti nella prigione di Soletta. Poco dopo, rilasciati, furono costretti a rifugiarsi nel Bernese. Di lì a poco Mazzini prese, con non poche sofferenze, la decisione di partire per l'Inghilterra.
Stava manifestandosi il crollo del suo apostolato, nei due mesi precedenti la partenza Mazzini, distrutto dalle sciagure e dal vuoto intorno a sé, arrivò a sfiorare i confini della follia. Nel gennaio del 1837 Mazzini giunse a Londra; la Giovine Europa era ormai al suo atto conclusivo, essa, con i suoi ideali, avrebbe continuato a vivere soltanto nello spirito del Genovese.
Più tardi, alcuni accusarono Mazzini di aver disertato i suoi ideali dopo la partenza, a essi rispondeva:
(Mazzini, Scritti, op. cit. Epistol. VI, letteraMXl (23 agosto 1837))
A Londra Mazzini non abbandonò del tutto la battaglia portata avanti dalla Giovine Europa; nel '46 nacque infatti la Lega Internazionale dei popoli che riuscì a suscitare le simpatie e a infervorare gli animi del popolo inglese per i fratelli gementi sotto il giogo straniero. La Lega non ebbe lunga durata, si sciolse l'anno dopo, né riuscì mai a uscire fortemente dai confini inglesi, ma grazie a essa, per la prima volta, Mazzini riuscì a dichiarare i suoi ideali e il suo dolore per i popoli oppressi pubblicamente.
La Giovine Europa rappresentò un interessante esperimento di affermazione dei principi di fratellanza e associazione internazionale, un tentativo di organizzare una "santa alleanza" dei popoli in contrapposizione alla Santa Alleanza dei sovrani.
Dopo i fatti del 1848 il programma di alleanza dei popoli della Giovine Europa venne ripreso una terza volta: Giuseppe Mazzini e Aurelio Saffi, due dei triumviri della Repubblica Romana del 1849, diedero vita a un Comitato centrale democratico europeo, con lo scopo di mettere il movimento democratico europeo alla testa del processo di liberazione e di indipendenza dei popoli del vecchio continente. Con questo intento, chiamò a partecipare al comitato altre figure carismatiche del movimento della metà del XIX secolo, come il francese Ledru-Rollin, il tedesco Arnold Ruge, e il polacco Albert Darasz. Mazzini era convinto che la 'spinta propulsiva' principale al processo di democratizzazione europea non sarebbe potuta venire che dall'Italia in primo luogo, "dove il crollo del mito neo-guelfo (vedi: neoguelfismo), il fallimento dei moderati nella Prima guerra d'indipendenza, la rottura definitiva tra i princìpi e le correnti riformatrici, di contro ai luminosi esempi della rivolta milanese e della Repubblica Romana, lasciavano largo campo all'azione della democrazia". Tuttavia, questi tentativi mazziniani, come anche il Comitato nazionale italiano, costituito poco dopo quello europeo, non sortirono risultati concreti - per lo meno nel breve e medio periodo - e prestarono anzi il fianco a critiche di "formalismo" rivolte a Mazzini, relativamente al fatto che durante quella fase dell'attività politica del Padre della Patria poca attenzione veniva attribuita a contenuti e obiettivi concreti da proporre al popolo e ai militanti.
Dopo il fallimento del Comitato Democratico Europeo, Mazzini, rinunciò definitivamente al lavoro europeo.

## Ideali

### Progresso e associazione
Il pensiero Mazziniano è dominato dall'idea di progresso, idea che riversandosi nella Giovine Europa risalta già dalle prime righe del patto di fratellanza:
«Credendo: [...]
«Che l'Umanità è chiamata a inoltrare, per un continuo progresso e sotto l'impero della Legge morale universale, verso il libero e armonico sviluppo delle sue facoltà e verso il compimento della sua missione nell'Universo [...].»
(Patto di fratellanza della Giovine Europa)
Mazzini si distacca dagli ideali di progresso marxisti e socialisti dell'epoca, i quali, pur avendo messo in luce le disuguaglianze e le ingiustizie della società erano a suo dire incapaci, in quanto radicati nell'individualità e nella solidarietà atta al guadagno, di suscitare quello spirito di fratellanza e sacrificio necessario al risveglio delle moltitudini di individui.Al contrario la concezione progressista di Mazzini è profondamente unificatrice:
(Mazzini, Dei doveri dell'uomo, p. 19)
Inoltre il concetto di progresso in Mazzini è permeato dall'elemento religioso. Secondo lui infatti, esso non è altro che il fine della legge divina, permanente e immutabile. L'Umanità è il soggetto di questa legge e, in quanto tale, ne è pervasa. L'unico mezzo che l'Umanità possiede per tradurre il Vero in realtà è l'associazione, essa è infatti una via di perfezionamento, un «punto d'appoggio» per il compimento della legge. La Giovine Europa si configura così come il tentativo di istituire quella che per Mazzini è la più alta forma di associazione, la «Santa Alleanza dei Popoli» , l'associazione delle patrie, l'alleanza delle Nazioni che in pace e amore possono compiere la loro missione: l'ordinamento dei Popoli liberi e uguali al fine di compiere quel progresso che Dio ha preventivato per loro. Il principio dominante dovrà essere il «miglioramento di tutti per opera di tutti, progresso di ciascuno a pró d'altri».

### L'apostolato e l'umanità collettiva
Pur non potendola considerare una semplice «rodomontata» come la definì lo storico Bolton King, con la Giovine Europa, Mazzini, non si illuse mai di riuscire a raggiungere un grado di forza compatta e capace di azione pratica, la sfera dell'associazione era troppo vasta e una vera fratellanza europea avrebbe richiesto tempo per maturare tra i popoli; l'intenzione era piuttosto quella di creare un apostolato di idee nuove, che potessero fruttare nel tempo.
(Mazzini, Scritti: politica ed economia, p. 90)
L'intenzione era quella di creare i presupposti di un'umanità collettiva, identificata nel concetto di associazione; la leva era l'Europa.
Mazzini pone il problema europeo in termini identitari, di «nazionalità» non di «nazionalismi»: gli stati uniti d'Europa devono esser formati dalle nazioni e non dalla loro cancellazione. La nazionalità per Mazzini è santa; e il nazionalismo, che rinnega l'esistenza di altre nazioni, è contro quella morale che egli considera la base del progresso umano. L'operazione di ordinamento europeo poteva esser fatta, a suo dire, soltanto da popoli che, «liberamente affratellati in una fede, secondo un fine comune, posseggano una parte ben definita; una missione speciale nell'impresa».
La decisione di istituire comitati nazionali più piccoli, che si sarebbero uniti sotto al vessillo della Giovine Europa trova le sue ragioni in questo pensiero. Il bisogno e l'appartenenza alla nazione, l'unione per il raggiungimento di uno stesso fine, era l'elemento necessario nello sviluppo dell'umanità che passa dall'associazione della famiglia a quella della tribù, da questa alla città, dalla città alla nazione, dalla nazione all'associazione universale. Il processo di unificazione – associazione – doveva esser quindi posteriore alla nascita della nazionalità, doveva essere anzi l'atto conclusivo, celebrativo della liberazione della nazione, intesa come associazione di individualità.

## Atti della Giovine Europa

### Patto di fratellanza
«Credendo:
«Nell'uguaglianza e nella fratellanza degli uomini,
«Nell'uguaglianza e nella fratellanza dei Popoli;
«Credendo:
«Che l'Umanità è chiamata a inoltrare, per un continuo progresso e sotto l'impero della Legge morale universale, verso il libero e armonico sviluppo delle sue facoltà e verso il compimento della sua missione nell'Universo;
«Ch'essa nol può se non coll'attiva cooperazione di tutti i suoi membri liberamente associati;
«Che l'associazione non può costituirsi veramente e liberamente se non tra eguali, dacché ogni inuguaglianza racchiude una violazione d'indipendenza e ogni violazione d'indipendenza annienta la libertà del consenso;
«Che la Libertà, l'uguaglianza, l'Umanità sono egualmente sacre - ch'esse costituiscono tre elementi inviolabili in ogni soluzione positiva del problema sociale - e che qualunque volta uno di questi elementi è sacrificato agli altri due, l'ordinamento dei lavori umani per raggiungere quella soluzione è radicalmente difettivo;
«Convinti:
«Che se il fine ultimo al quale tende l'Umanità è essenzialmente uno, e i princìpi generali che devono dirigere le famiglie umane nel loro moto verso quel fine sociale sono gli stessi, molte vie sono nondimeno schiuse al progresso;
«Convinti:
«Che ogni uomo e ogni popolo ha la sua missione speciale, il cui compimento determina l'individualità di quell'uomo o di quel popolo e aiuta a un tempo il compimento della missione
generale dell'Umanità;
«Convinti finalmente:
«Che l'associazione degli uomini e dei popoli deve congiungere la certezza del libero esercizio della missione individuale alla certezza della direzione verso lo sviluppo della missione
generale;
«Forti dei nostri diritti d'uomini e di cittadini, forti della nostra coscienza e del mandato che Dio e l'Umanità affidano a tutti coloro i quali vogliono consecrare braccio, intelletto, esistenza alla santa causa del progresso dei popoli;
«Dopo d'esserci costituiti in associazioni Nazionali libere e indipendenti, nuclei primitivi della Giovine Polonia, della Giovine Germania e della Giovine Italia;
«Uniti in accordo comune pel bene di tutti, il 15 aprile dell'anno 1834 abbiamo, mallevadori, per quanto riguarda l'opera nostra, dell'avvenire, determinato ciò che segue:
I. La Giovine Germania, la Giovine Polonia e la Giovine Italia, associazioni repubblicane tendenti allo stesso fine umanitario e dirette da una stessa fede di libertà, d'uguaglianza e di progresso, si collegano fraternamente, ora e sempre, per tutto ciò che riguarda il fine generale.
II. Una dichiarazione dei princìpi che costituiscono la legge morale universale applicata alle società umane, sarà stesa e firmata dai tre Comitati Nazionali. Essa definirà la credenza, il fine e la direzione generale delle tre Associazioni. Nessuna potrà staccarsene nei suoi lavori senza violazione colpevole dell'Atto di Fratellanza e senza soggiacere a tutte le conseguenze di quella violazione.
III. Per tutto ciò che non è compreso nella dichiarazione dei princìpi ed esce dalla sfera degli interessi generali, ciascuna delle tre Associazioni è libera e indipendente.
IV. L'alleanza difensiva e offensiva, espressione della solidarietà dei popoli, è stabilita fra le tre Associazioni. Tutte lavorano concordemente alla loro emancipazione. Ciascuna d'esse avrà diritto al soccorso dell'altre per ogni solenne e importante manifestazione, che avrà luogo in seno ad esse.
V. La riunione dei Comitati Nazionali o dei loro delegati costituirà il comitato della Giovine Europa.
VI. È fratellanza tra gli individui che compongono le tre Associazioni. Ciascun d'essi compirà verso gli altri i doveri che ne derivano.
VII. Un simbolo comune a tutti i membri delle tre Associazioni sarà determinato dal Comitato della Giovine Europa. Un motto comune indicherà le pubblicazioni delle Associazioni.
VIII. Ogni popolo che vorrà esser partecipe dei diritti e doveri stabiliti da questa alleanza, aderirà formalmente all'Atto di Fratellanza, per mezzo dei proprî rappresentanti.
Berna, 15 aprile 1834.»
(Giuseppe Mazzini, Scritti: politici ed economia)

### Istruzione generale per gli iniziatori
PRINCIPII COMUNI.
2. Un solo Dio; Un solo padrone, la di lui Legge; Un solo interprete di quella Legge: l'Umanità.
3. Costituire l'Umanità in guisa ch'essa possa avvicinarsi il più rapidamente possibile, per un continuo progresso, alla scoperta e alla applicazione della Legge che deve governarla; tale è la missione della Giovine Europa.
4. Il bene consiste nel vivere conformemente alla propria Legge: la conoscenza e l'applicazione della Legge dell'Umanità può dunque sola produrre il bene. Il bene di tutti sarà
conseguenza del compimento della missione della Giovine Europa.
5. Ogni missione costituisce un vincolo di Dovere. Ogni uomo deve consacrare tutte le sue forze al suo compimento. Ei troverà nel profondo convincimento di quel dovere la norma dei propri atti.
6. L'Umanità non può raggiungere la conoscenza della sua Legge di vita, se non collo sviluppo libero e armonico di tutte le sue facoltà. L'Umanità non può tradurla nella sfera dei fatti, se non collo sviluppo libero e armonico di tutte le sue forze. Unico mezzo per l'una cosa e per l'altra è l'Associazione.
7. Non è vera Associazione se non quella che ha luogo tra liberi ed eguali.
8. Per Legge data da Dio all'Umanità, tutti gli uomini sono liberi, eguali, fratelli.
9. La Libertà è il diritto che ogni uomo ha d'esercitare senza ostacoli e restrizioni lo proprie facoltà nello sviluppo della propria missione speciale e nella scelta dei mezzi che possono meglio agevolare il compimento.
10. Il libero esercizio delle facoltà individuali non può in alcun caso violare i diritti altrui. La missione speciale d'ogni uomo devo mantenersi in armonia colla missione generale dell'Umanità. La libertà umana non ha altri limiti.
11. L'Uguaglianza esige che diritti e doveri siano riconosciuti uniformi per tutti - che nessuno possa sottrarsi all'azione della Legge che li definisce - che ogni uomo partecipi, in ragione del suo lavoro al godimento dei prodotti, risultato di tutte le forze sociali poste in attività.
12. La Fratellanza è l'amore reciproco, la tendenza che conduce l'uomo a fare per altri ciò ch'ei vorrebbe si facesse da altri per lui.
13. Ogni privilegio è violazione dell'uguaglianza. Ogni arbitrio è violazione della Libertà. Ogni atto d'egoismo è violazione della Fratellanza.
14. Ovunque il privilegio, l'arbitrio, l'egoismo s'introducono nella costituzione sociale, è dovere d'ogni uomo, che intende la propria missione, di combattere contr'essi con tutti i mezzi che stanno in sua mano.
15. Ciò ch'è vero d'ogni individuo in riguardo agli altri individui che fanno parte della Società alla quale egli appartiene, è vero egualmente d'ogni popolo per riguardo all'Umanità.
16. Per Legge data da Dio all'Umanità, tutti i popoli sono liberi, eguali, fratelli.
17. Ogni Popolo ha una missione speciale che coopera al compimento della missione generale dell'Umanità. Quella missione costituisce la sua Nazionalità. La Nazionalità è sacra.
18. Ogni signorìa ingiusta, ogni violenza, ogni atto d'egoismo esercitato a danno d'un Popolo è violazione della libertà, dell'uguaglianza, della fratellanza dei Popoli. Tutti i Popoli
devono prestarsi aiuto perché sparisca.
19. L'Umanità non sarà veramente costituita se non quando tutti i Popoli che la compongono, avendo conquistato il libero esercizio della loro sovranità, saranno associati in una federazione repubblicana per dirigersi, sotto l'impero d'una dichiarazione di princìpi e d'un patto comune, allo stesso fine: scoperta e applicazione della Legge morale universale».»
(Giuseppe Mazzini, Scritti: politici ed economia)